# Quolsdorf
Quolsdorf (bis zur Eingemeindung amtlich Quolsdorf b. Hähnichen; obersorbisch Chwalecy) ist ein Ortsteil der ostsächsischen Gemeinde Hähnichen im Landkreis Görlitz in der Oberlausitz.

## Geographie

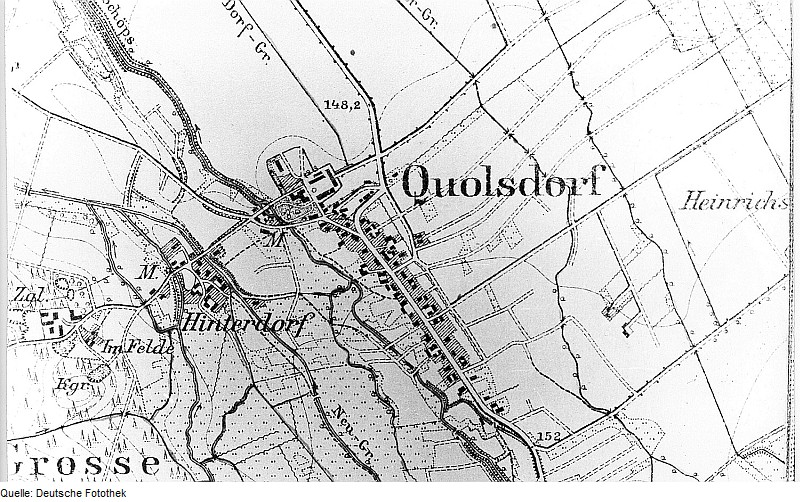
Ausschnitt eines Messtischblattes: Quolsdorf mit Hinterdorf

Quolsdorf liegt südöstlich von Rietschen in einer Wiesenniederung  rechtsseitig des Weißen Schöps. Westlich des Ortes verläuft die Bundesstraße 115 aus Rietschen kommend in Richtung Niesky. Zu Quolsdorf gehören das östlich von Quolsdorf liegende frühere Vorwerk Heinrichswalde sowie das westlich liegende Hinterdorf, auch Hinter-Quolsdorf genannt.
Umgebende Ortschaften sind Neusorge im Osten, Hähnichen im Süden, Stannewisch im Südwesten, Teicha und Neuhammer im Nordosten, sowie Daubitz und Walddorf im Norden.

## Geschichte

### Ortsgeschichte
Der Ortsname sowie die Form als Rundweiler lassen darauf schließen, dass es sich bei Quolsdorf um eine slawische Siedlung handelte, die während der deutschen Ostkolonisation um eine Straßendorfanlage erweitert wurde.
Urkundlich erstmals erwähnt wurde Quolsdorf 1390 in einem Görlitzer Stadtbuch, als Nickel von Rothenburg Gerichtsanteile von Quolsdorf kaufte. Seit 1479 hatte die Ullersdorfer Linie der Familie von Nostitz die Lehnshoheit über das Dorf.
Gepfarrt war das Dorf sicherlich schon in vorreformatorischer Zeit nach Hähnichen, belegbar ist die Zugehörigkeit zum Kirchspiel für das Jahr 1579.

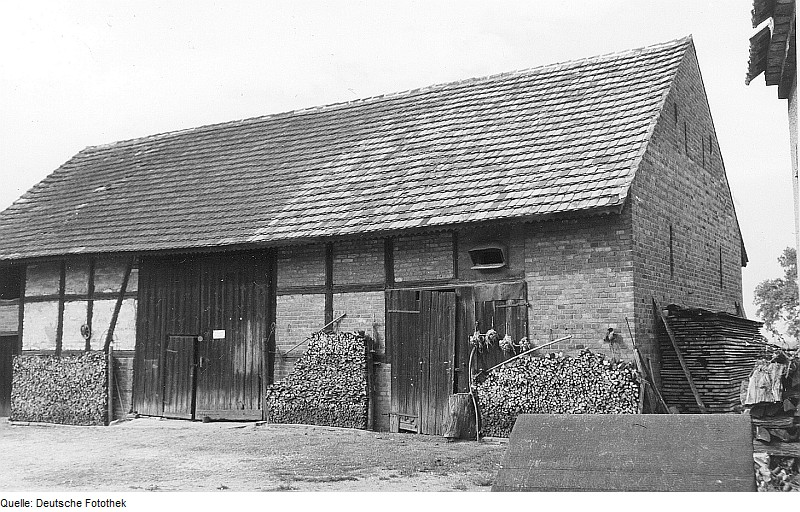
Wirtschaftsgebäude des ehemaligen Rittergutes (1985)

Das Rittergut Quolsdorf ist seit dem Jahr 1588 belegbar, es hatte die Grundherrschaft über das Dorf inne. Intensive Teichwirtschaft seitens des Gutes sorgte für eine Bekanntheit des Ortes durch die Quolsdorfer Schleie und die Quolsdorfer Lederkarpfen. 1737 erwarben es die von Rackel. Es kam zu einem späteren Zeitpunkt an die von Milkau.
Auf der Oberlausitz-Karte von Johann George Schreiber (1676–1750) liegt Quolsdorf am Rand des sorbischen Sprachgebietes, wird aber noch zu diesem gezählt.
Nach dem Zweiten Weltkrieg wurde das Gut enteignet und dessen Ländereien im Rahmen der Bodenreform neu verteilt. Die Bewirtschaftung erfolgte anfangs durch die jeweiligen Bauern, später durch die drei in den Jahren 1952–1960 gegründeten Landwirtschaftlichen Produktionsgenossenschaften (LPG). Die Tierproduktion wurde 1972 der LPG (T) Hähnichen angeschlossen, die Pflanzenproduktion erfolgte seit 1976 durch die LPG (P) Rothenburg.

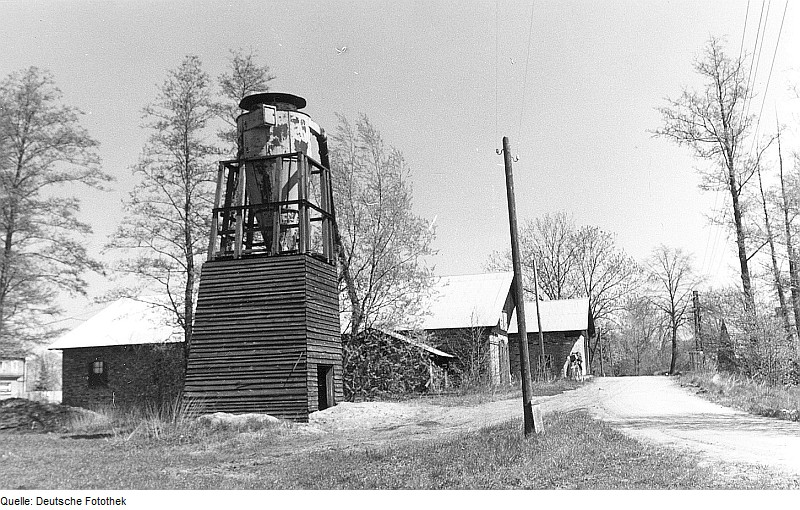
Sägewerk Herzig (1986): Ehemalige Wassermühle am Neugraben in Hinterdorf

Das nach dem Krieg wiederaufgebaute Sägewerk wurde 1972 verstaatlicht und als Volkseigener Betrieb bis zur Schließung im Jahr 1985 betrieben.
Am 28. Mai 1983 wurde im Gemeindewald ein Elch erlegt, der wahrscheinlich aus Polen eingewandert war.
Zum 1. Januar 1994 schlossen sich die Gemeinden Quolsdorf und Trebus mit Hähnichen zusammen.

### Bevölkerungsentwicklung
| Jahr | Einwohner |
| ---- | --------- |
| 1825 | 348       |
| 1863 | 311       |
| 1871 | 410       |
| 1885 | 410       |
| 1905 | 337       |
| 1925 | 383       |
| 1939 | 364       |
| 1946 | 476       |
| 1950 | 496       |
| 1964 | 453       |
| 1971 | 398       |
| 1988 | 304       |
| 1990 | 296       |
| 1993 | 322       |
| 1999 | 303       |
| 2002 | 293       |

Im Jahr 1777 wirtschafteten in Quolsdorf drei besessene Mann, 18 Gärtner und 25 Häusler.
Im 19. und 20. Jahrhundert bewegten die die Bevölkerungszahlen zwischen 300 und 500 Einwohnern. Während jedoch noch im hundertjährigen Vergleich zwischen 1825 und 1925 ein 12-prozentiger Zuwachs zu verzeichnen war, war zwischen 1871 und 1971 ein 3-prozentiger Rückgang feststellbar. Mit rund 500 Einwohnern hatte Quolsdorf in den ersten Jahren nach dem Zweiten Weltkrieg sein Bevölkerungsmaximum erreicht, zwischen 1950 und 1970 fiel die Zahl dann auf etwa 400 und bis 1990 auf etwa 300 ab.

### Ortsname
Bereits bei der ersten bekannten urkundlichen Erwähnung folgte der Ortsname der heutigen Schreibweise Quolsdorf (1390). Später wurde der Ortsname auch Quolistorff (1408), Quolßdorf (1518) und Quolßdorff (1569) geschrieben.
Durch die Auflösung des Kreises Sprottau wurde 1932 ein Namenszusatz notwendig, da Angaben wie Quolsdorf (Kreis Rothenburg) nicht mehr eindeutig waren. Neben Quolsdorf b. Hähnichen kam Quolsdorf b. Tschöpeln aus dem Sprottauer in den Rothenburger Kreis.
Der sorbische Ortsname ist 1843 als Khwalecy schriftlich belegt.
Der Name bezeichnet wohl den Ort eines Chval, dessen Personenname sich vom slawischen chvaliti (obersorbisch chwalić, niedersorbisch achwaliś) ‘loben, rühmen’ ableitet.

## Persönlichkeiten
- Heinrich von Schönburg (1794–1881), Rittergutsbesitzer und Bevollmächtigter die vier Schönburgischen Lehnsherrschaften in der I. Kammer des Sächsischen Landtages, wurde auf Schloss Quolsdorf geboren.[5]
- Die Familie des späteren Schriftstellers und Dramaturgen Armin Stolper (1934–2020) kam im Mai 1945 nach Quolsdorf und fand dort „nach vielen Kümmernissen und Entbehrungen eine zweite Heimat“.[6]